# Seiyū Award
Seiyū Awards (声優アワード Seiyū Awādo) là một nghi lễ giải thưởng để công nhận những diễn viên lồng tiếng tài năng (được biết ở Nhật Bản là seiyū) cho sự thể hiện xuất sắc trong anime và những hoạt động truyền thông khác ở Nhật Bản. Seiyu Awards được tổ chức lần đầu tiên vào ngày 3 tháng 3 năm 2007 tại Rạp 3D của Tokyo Anime Center ở Akihabara.

## Tổng quan
| Giải                   | Ngày tổ chức       | Địa điểm tổ chức     |
| ---------------------- | ------------------ | -------------------- |
| Seiyū Awards lần thứ 1 | 3 tháng ba, 2007   | Rạp 3D Akiba         |
| Seiyū Awards lần thứ 2 | 8 tháng ba, 2008   | Rạp UDX              |
| Seiyū Awards lần thứ 3 | 7 tháng ba, 2009   | Rạp UDX              |
| Seiyū Awards lần thứ 4 | 6 tháng ba, 2010   | Rạp UDX              |
| Seiyū Awards lần thứ 5 | 5 tháng ba, 2011   | Rạp UDX              |
| Seiyū Awards lần thứ 6 | 3 tháng 3 năm 2012 | JOQR Media Plus Hall |
| Seiyū Awards lần thứ 7 | 2 tháng ba, 2013   | JOQR Media Plus Hall |
| Seiyū Awards lần thứ 8 | 1 tháng ba, 2014   | JOQR Media Plus Hall |

## Seiyū Award lần 1
| Nam diễn viên xuất sắc trong vai chính                   |                                               |                                                                |           |
| Nhân vật                                                 | Vai diễn                                      | Anime                                                          | Kết quả   |
| Koyama Rikiya                                            | Hakuoro                                       | Utawarerumono                                                  | Đề cử     |
| Sakurai Takahiro                                         | Haseo                                         | .hack//Roots                                                   | Đề cử     |
| Sugita Tomokazu                                          | Kyon                                          | Suzumiya Haruhi no Yūutsu                                      | Đề cử     |
| Seki Tomokazu                                            | Shirahama Kenichi                             | Shijō Saikyō no Deshi Ken'ichi                                 | Đề cử     |
| Fukuyama Jun                                             | Lelouch Lamperouge                            | Code Geass - Lelouch of the Rebellion                          | Đoạt giải |
| Hoshi Soichiro                                           | Maebara Keiichi                               | Higurashi no Naku Koro ni                                      | Đề cử     |
| Mini Shinichiro                                          | Ryuusei Date                                  | Super Robot Wars Original Generation: Divine Wars              | Đề cử     |
| Miyano Mamoru                                            | Light Yagami                                  | Death Note                                                     | Đề cử     |
| Morita Masakazu                                          | Kurosaki Ichigo                               | Bleach                                                         | Đề cử     |
| Yoshino Hiroyuki                                         | Zedd                                          | KIBA                                                           | Đề cử     |
| Nữ diễn viên xuất sắc trong vai chính                    |                                               |                                                                |           |
| Kawasumi Ayako                                           | Saber                                         | Fate/stay night                                                | Đề cử     |
| Kugimiya Rie                                             | Louise Françoise le Blanc de la Vallière      | Zero no Tsukaima                                               | Đề cử     |
| Kuwashima Houko                                          | Shuurei Kou                                   | Saiunkoku Monogatari                                           | Đề cử     |
| Sakamoto Maaya                                           | Fujioka Haruhi                                | Ōran Kōkō Host Club                                            | Đề cử     |
| Tanaka Rie                                               | Matsukata Hiroko                              | Hataraki Man                                                   | Đề cử     |
| Tamura Yukari                                            | Akazukin                                      | Otogi-Jushi Akazukin                                           | Đề cử     |
| Noto Mamiko                                              | Amaha Masane                                  | Witchblade                                                     | Đề cử     |
| Park Romi                                                | Osaki Nana                                    | NANA                                                           | Đoạt giải |
| Hirano Aya                                               | Suzumiya Haruhi                               | Suzumiya Haruhi no Yūutsu                                      | Đề cử     |
| Horie Yui                                                | Youko                                         | Inukami!                                                       | Đề cử     |
| Nam diễn viên xuất sắc trong vai phụ                     |                                               |                                                                |           |
| Ishida Akira                                             | Athrun Zala                                   | Mobile Suit Gundam Seed Destiny                                | Đoạt giải |
| Okiayu Ryōtarō                                           | Kuchiki Byakuya                               | Bleach: Memories of Nobody                                     | Đề cử     |
| Konoshi Katsuyuki                                        | Shinobu Ousaki                                | La Corda D'Oro ~primo passo~                                   | Đề cử     |
| Sakurai Takahiro                                         | Kururugi Suzaku                               | Code Geass - Lelouch of the Rebellion                          | Đề cử     |
| Sugita Tomokazu                                          | Takumi Mayama                                 | Honey and Clover II                                            | Đề cử     |
| Suzumura Kenichi                                         | Hikaru Hitachīn                               | Ouran High School Host Club                                    | Đề cử     |
| Suwabe Junichi                                           | Archer                                        | Fate/stay night                                                | Đề cử     |
| Hoshi Soichiro                                           | Kira Yamato                                   | Mobile Suit Gundam Seed Destiny Final Plus - The Chosen Future | Đề cử     |
| Miyata Kouki                                             | Kazumi Yoshinaga                              | Yoshinaga-san Chi no Gargoyle                                  | Đoạt giải |
| Wakamoto Norio                                           | Gargoyle                                      | Yoshinaga-san Chi no Gargoyle                                  | Đề cử     |
| Nữ diễn viên xuất sắc trong vai phụ                      |                                               |                                                                |           |
| Kugimiya Rie                                             | Kagura                                        | Gintama                                                        | Đề cử     |
| Koshimizu Ami                                            | Kallen Stadtfeld                              | Code Geass - Lelouch of the Rebellion                          | Đoạt giải |
| Gotō Yuko                                                | Asahina Mikuru                                | Suzumiya Haruhi no Yūutsu                                      | Đoạt giải |
| Sawashiro Miyuki                                         | Aruru                                         | Utawarerumono                                                  | Đề cử     |
| Tanaka Rie                                               | Lacus Clyne                                   | Mobile Suit Gundam Seed Destiny Final Plus - The Chosen Future | Đề cử     |
| Tamura Yukari                                            | Furude Rika                                   | Higurashi no Naku Koro ni                                      | Đề cử     |
| Toyoguchi Megumi                                         | Hikari (Dawn)                                 | Pokémon Diamond và Pearl                                       | Đề cử     |
| Noto Mamiko                                              | Tsukamoto Yakumo                              | School Rumble                                                  | Đề cử     |
| Aya Hirano                                               | Misa Amane                                    | Death Note                                                     | Đề cử     |
| Yuki Matsuoka                                            | Inoue Orihime                                 | Bleach                                                         | Đề cử     |
| Nam diễn viên nghiệp dư xuất sắc                         |                                               |                                                                |           |
| Irino Miyu                                               | Syaoran Li                                    | Tsubasa Chronicle                                              | Đề cử     |
| Ono Daisuke                                              | Koizumi Itsuki                                | Suzumiya Haruhi no Yūutsu                                      | Đề cử     |
| Kakihara Tetsuya                                         | Yutaka Mikoto                                 | Princess Princess                                              | Đoạt giải |
| Sugita Tomokazu                                          | Kyon                                          | Suzumiya Haruhi no Yūutsu                                      | Đề cử     |
| Suzuki Tatsuhisa                                         | Dick Arkain                                   | Gaiking The Legend of Daikū Maryū                              | Đề cử     |
| Terashima Takuma                                         | Harure Wataru                                 | Princess Priness                                               | Đề cử     |
| Hatano Wataru                                            | Shinsan                                       | Honey and Clover II                                            | Đề cử     |
| Fukuyama Jun                                             | Lelouch Lamperouge                            | Code Geass - Lelouch of the Rebellion                          | Đề cử     |
| Miyano Mamoru                                            | Light Yagami                                  | Death Note                                                     | Đề cử     |
| Masakazu Morita                                          | Ichigo Kurosaki                               | Bleach                                                         | Đoạt giải |
| Nữ diễn viên nghiệp dư xuất sắc                          |                                               |                                                                |           |
| Kano Yui                                                 | Kuzuryu Momoko                                | Sumomomo Momomo                                                | Đoạt giải |
| Kitamura Eri                                             | Otonashi Saya                                 | Blood+                                                         | Đề cử     |
| Koshimizu Ami                                            | Tsukamoto Tenma                               | School Rumble                                                  | Đề cử     |
| Kobayashi Yu                                             | Sakurazaki Setsuna                            | Negima!?                                                       | Đề cử     |
| Saito Momoko                                             | Solty Revant                                  | SoltyRei                                                       | Đề cử     |
| Sakai Kanako                                             | Onda Aka                                      | REC                                                            | Đề cử     |
| Chihara Minori                                           | Nagato Yuki                                   | Suzumiya Haruhi no Yūutsu                                      | Đề cử     |
| Aya Hirano                                               | Suzumiya Haruhi                               | Suzumiya Haruhi no Yūutsu                                      | Đoạt giải |
| Makino Yui                                               | Nakahara Misaki                               | Welcome to the NHK!                                            | Đề cử     |
| Miyazaki Ui                                              | Miyamoto Iroha                                | Sumomomo Momomo                                                | Đề cử     |
| Trình bày nhạc hiệu xuất sắc nhất                        |                                               |                                                                |           |
| Nhân vật                                                 | Bài hát                                       | Anime                                                          | Kết quả   |
| Sakamoto Maaya                                           | "Kazemachi Jet", ca khúc kết thúc             | Tsubasa Chronicle                                              | Đề cử     |
| Suzuki Tatsuhisa                                         | "Heated Heart", ca khúc mở đầu                | Kimi to Study                                                  | Đề cử     |
| Suwabe Junichi                                           | "Jet Drive"                                   | Prince of Tennis                                               | Đề cử     |
| Takahashi Naozumi                                        | "Ashita no Kioku", ca khúc kết thúc           | Black Blood Brothers                                           | Đề cử     |
| Taniyama Kishō                                           | "Infinite Love", ca khúc mở đầu               | Koi suru Tenshi Angelique: Kokoro no Mezameru Toki             | Đề cử     |
| Tamura Yukari                                            | "Ever-Never-Land", ca khúc mở đầu             | Otogi-Jūshi Akazukin                                           | Đề cử     |
| Hirano Aya                                               | "Bouken Desho Desho?", ca khúc mở đầu         | Suzumiya Haruhi no Yūutsu                                      | Đề cử     |
| The SOS Brigade): Aya Hirano, Chiharaa Minori, Gotō Yuko | "Hare Hare Yukai", ca khúc kết thúc           | Suzumiya Haruhi no Yūutsu                                      | Đề cử     |
| Horie Yui                                                | "Hikari", ca khúc mở đầu                      | Inukami!                                                       | Đề cử     |
| Mizuki Nana                                              | "Justice to Believe", ca khúc mở đầu          | Wild Arms V                                                    | Đoạt giải |
| Người dẫn chương trình radio hay nhất                    |                                               |                                                                |           |
| Nhân vật                                                 | Chương trình radio                            | Trạm phát sóng                                                 | Kết quả   |
| Asano Masumi                                             | A&G Super Radio Show - Anispa!                | JOQR                                                           | Đoạt giải |
| Koyama Rikiya                                            | Utawarerumono Radio                           |                                                                | Đề cử     |
| Takahiro Sakurai                                         | Comchat Countdown                             | JOQR                                                           | Đề cử     |
| Suzumura Kenichi                                         | Mituo Iwata & Kenichi Suzumura Sweet Ignition | OBC                                                            | Đề cử     |
| Tamura Yukari                                            | Tamura Yukari no Itazura Kuro Usagi           | JOQR                                                           | Đề cử     |
| Hayashibara Megumi                                       | Hayashibara Megumi no Heartful Station        | Radio Kansai                                                   | Đề cử     |
| Horie Yui                                                | Horie Yui no Tenshi no Tamago                 | JOQR                                                           | Đề cử     |
| Mizuki Nana                                              | Mizuki Nana no Smile Gang                     | JOQR                                                           | Đề cử     |
| Miyata Kouki                                             | Tokyo Anime Center Radio                      | JOQR                                                           | Đề cử     |
| Yuzuki Ryōka                                             | Utawarerumono Radio                           |                                                                | Đề cử     |